# Terreal
 (mars 2011).
 (avril 2022).
Terreal est une entreprise née de la fusion de trois importants tuiliers-briquetiers français centenaires (Lambert, TBF et Guiraud). Depuis décembre 2023, l'entreprise est intégrée dans le groupe Wienerberger.
Héritier de ces trois marques de référence, le Groupe rassemble également à l’échelle mondiale d’autres noms que sont Ludowici, SanMarco et Creaton.
Terreal possède plus de 25 sites industriels dont 16 en France et 9 dans le monde.

## Histoire
- 1855 - Création de TBL Guiraud Frères (Tuileries et Briqueteries du Lauragais)
- 1907 - Création de TBF (Tuileries et Briqueteries Françaises)
- 1909 - Création de Tuiles Lambert
- 1987 - Acquisition de Ceramicas del Ter (Espagne) et de San Marco Laterizi (Italie)
- 1989 - Acquisition de Industria Meccanica Laterizi (Italie)
- 1991 - Création de Industrielle de Tuiles, holding de gestion pour consolider les résultats des trois sociétés Tuiles Lambert, TBF et Guiraud Frères
- 1996 - Entrée dans le Groupe Saint-Gobain
- 2000 - Lancement du projet Terreal pour le développement de l'activité tuiles et briques
- 2002 - Création de Saint-Gobain Terreal par la fusion des trois sociétés. Intégration de Ludowici
- 2003 - La société quitte Saint-Gobain et devient Groupe Terreal[3]
- 2006 - Acquisition des sociétés Cerámica de Cabezón (en Espagne) et Lahera (en France)[4]
- 2008 - Construction d'une deuxième tuilerie à Chagny pour un investissement de 85 millions d'euros destiné à doubler la capacité de production[5]. Modernisation des usines de Bavent (tuiles plates) et de Rieussequel (plaquettes de parement)
- 2009 - Construction d’une nouvelle unité de briques de structure à Colomiers représentant un investissement de 35 millions d'euros[6]
- 2010 - Création de Terreal Solaire
- 2011 - Coentreprise avec la société belge GEBRIK (Isolation thermique par l'extérieur des murs), lancement de l'activité d'écrans de sous-toiture en France (marque ESTERRE), et implantation de bureaux commerciaux au Brésil
- 2012 - Coentreprise avec l'entreprise italienne UNIECO
- 2014 - Coentreprise entre la filiale américaine Ludowici et l'entreprise Redland Mexico (tuiles) et coentreprise avec IKO en France (sarking – isolation thermique par l'extérieur des toitures)
- 2015 - Modernisation de l'usine de Castiglione Fiorentino (Italie, Tuiles et Briques) et lancement de la modernisation de l'usine de Revel (France, Façade).
- 2016 - Lancement de « Storelio »[7] dans la gamme solaire, la solution de stockage d'énergie : prix LCA-FFB de l'année (France)
- 2017 - Création d'une nouvelle usine de 2 700 m2 à Kluang destinée à la production d'une tuile minérale d'aspect plat, pour le marché asiatique (Malaisie).
- 2017 - Acquisition de Achard, entreprise française spécialisée dans les composants de toit (closoirs, solins…) et accessoires d'évacuation des eaux[8].
- 2018 - Acquisition du fabricant de produits en terre cuite italien Pica[9] Pesaro via la filiale italienne[10].
- 2018 - Acquisition à 51 % de GSE Intégration, filiale du Groupe Solution Énergie spécialisée dans la fabrication de systèmes de fixation de panneaux photovoltaïques dans le résidentiel[11],[12].
- 2020 - Acquisition de Creaton, faisant de Terreal un des leader européen de la terre cuite, augmente son chiffre d'affaires de 63 %[13],[14],[15].
- 2022 - Le groupe Wienerberger fait une offre pour acquérir Terreal[16],[17] conclue en février 2024[18],[19].

## Domaines d'activités
Fabricant de matériaux de construction en terre cuite, Terreal propose les produits suivants : tuiles, cheminées, panneaux solaires[Lequel ?], composants métalliques, structure (murs porteurs en briques) et façade (bardages en terre cuite et murs-manteau).[réf. nécessaire]
Le groupe Terreal réalise environ 626 millions d'euros de chiffre d’affaires. Il compte 3 300 personnes dans le monde dont 2 000 en France. La société dispose de plus de 25 sites industriels en France, Italie, Espagne, États-Unis, Allemagne et Pologne notamment,.

## Présence internationale
Terreal s'est construite en France autour des marques Tuiles Lambert, Tuiles TBF et TBL-Guiraud.
Sa couverture internationale s'appuie sur les marques : Terreal España, SanMarco Terreal Italia en Italie, Ludowici aux États-Unis et Creaton en Allemagne, Pologne, Hongrie, Belgique et Pays-Bas notamment.